# Bramber Castle
Bramber Castle er en normannisk motte-and-bailey-fæstning i Bramber ved floden Adur i West Sussex i Sydengland. Det var længe ejet af Braose-familien.
Under anden verdenskrig blev der bygget to mindre anlæg på området men de er fjernet igen.